# Projekt Divadelní architektura ve střední Evropě

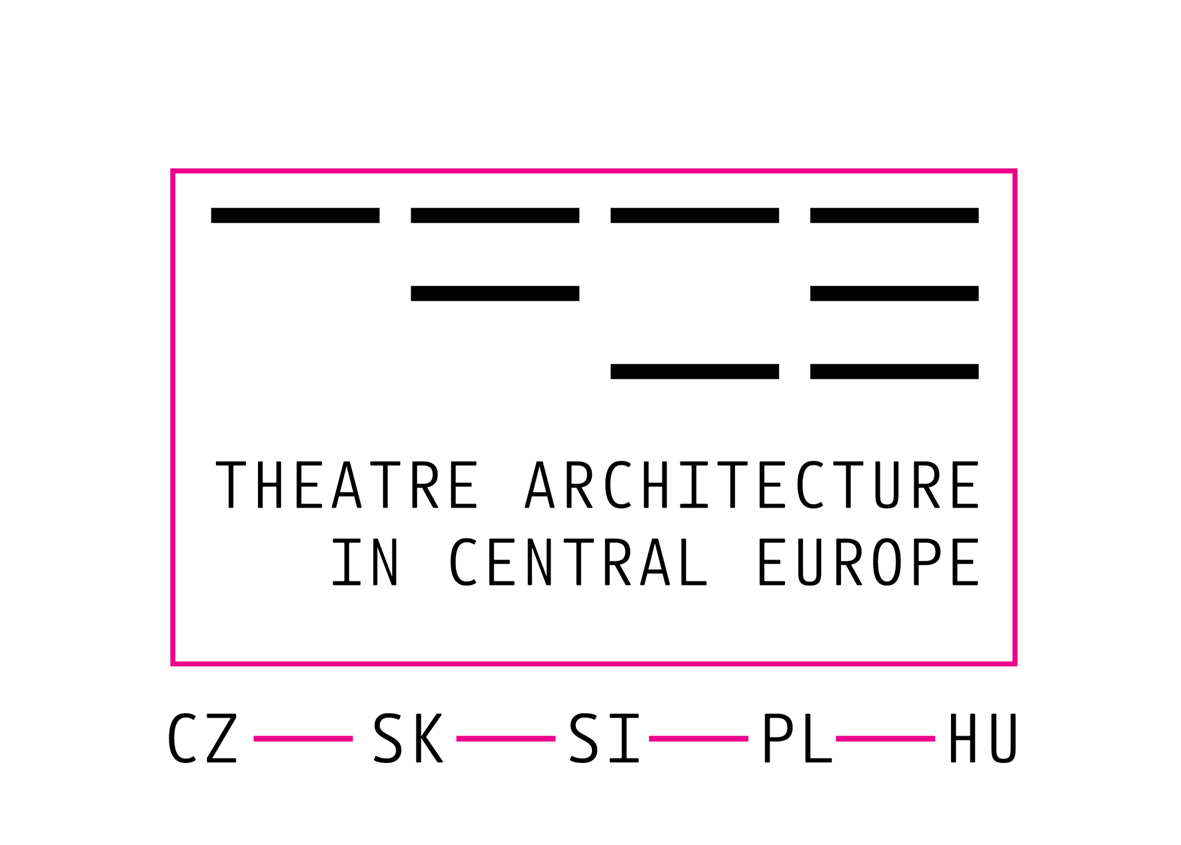
Logo Projektu Divadelní architektura ve střední Evropě

TACE  (Theatre Architecture in Central Europe / Divadelní architektura ve střední Evropě) je mezinárodní projekt organizovaný Národním divadlem v Praze za spolupráce významných divadelních institucí ze Slovenska, Polska, Maďarska a Slovinska. Projekt byl podpořen grantem z programu Evropské unie Culture 2000 a inicioval jej Institut umění – Divadelní ústav. 
Tématem projektu je divadelní architektura, kde se „zažehávaly  revoluce, řešily významné dějinné události, zastřešovaly výjimečné umělecké výkony, utvrzovala se v nich národní identita a pospolitost a reprezentují to nejlepší z architektury své doby...“

## Cíle
Cílem projektu je detailní zmapování středoevropské divadelní architektury, dokumentace divadelních budov a jejich zařízení v širším geografickém kontextu. Podle Ondřeje Svobody, koordinátora projektu, je „cílem projektu je zavést jednotnou metodiku pro zpracování informací o divadelní architektuře a zpřístupnit tyto informace zájemcům po celém světě.“ Hlavním cílem projektu je prezentovat dosavadní poznatky a informace o vývoji divadelní architektury ve střední Evropě prostřednictvím komplexní struktury různých forem. Dílčí vývojové tendence v jednotlivých regionech jsou zasazeny do kontextu a širšího evropského pohledu díky spolupráci významných dokumentačních a vědeckých pracovišť z pěti evropských zemí. 
Výsledky aktivit by měly být důležité nejen pro bádání v různých oborech, ale i pro současnou divadelní praxi: v divadelní praxi hraje čím dál větší roli mezinárodní spolupráce umělců a je důležité, aby soudobí inscenátoři měli k dispozici přehledné i podrobné informace o podmínkách, v nichž mohou iniciativně realizovat své představy. Zpracované a zpřístupněné informace by měli oslovit také širší veřejnost.
Příklad použití výsledků pro jiné obory předkládá například Igor Kovačevič, podle něhož se zdálo, že: „vše podstatné již bylo řečeno, opak je pravdou. Velmi vzrušující je například 19. století, kdy architektura působila jako médium, médium, které dnes již neumíme číst. Na první pohled bylo díky mnoha symbolům vidět, zda je stavba německá, česká nebo židovská a jak si daná enkláva stojí.“

## Záměry projektu
1. Uchování, ochrana a rozvoj evropského kulturního dědictví – Práce s informacemi je základní a nutný předpoklad úspěšné ochrany památek. Evidence, popis a shromáždění informací o divadelní architektuře v databázi a její zpřístupnění tento předpoklad naplňuje.
2. Prezentace evropského kulturního dědictví poutavými a různorodými způsoby – knihy, výstavy, prezentace. Všechny výstupy využijí moderní technologie (CD/DVD ROM, internet, databáze).
3. Vytvoření systému pro evidenci a prezentaci staveb (divadelní architektury) bude zajištěno na špičkové úrovni jak po odborné stránce (spolupráce se špičkovými evropskými experty na problematiku div. architektury) tak po stránce technické.
4. Podpora mobility umělců bude zjednodušena zveřejněním databáze technických parametrů scén. To znamená snazší nalezení odpovídajícího prostoru pro uměleckou produkci. Tato část databáze bude do jisté míry nezávislá a bude obsahovat větší počet scén, její využití bude nabídnuto velkému množství divadel.
5. Podpora vzdělávání – všechny plánované aktivity jsou využitelné pro vzdělávání na všeobecných či odborných nebo uměleckých školách a mají za úkol zvyšovat povědomí o evropském kulturním dědictví, specializované workshopy pak mají školit (budoucí) evropské odborníky v oboru divadelní architektury tak, aby byli pro praxi v této oblasti co nejlépe vybaveni a měli povědomí o přístupech a možných řešeních v jiných zemích.
6. Podpora komunikace odborníků na evropské úrovni – projekt je realizován jako týmová mezinárodní spolupráce, v rámci otevřeného networku se budou ve velké míře setkávat odborníci ze zemí spoluorganizátorů, je předpoklád, že navázané styky podpoří další spolupráci.[6]

## Aktivity TACE
- výstava Za všedností – Výstava má mezinárodní charakter a během necelého roku zavítá do metropolí zemí střední Evropy.[7] Každou zemi reprezentuje výběr přibližně desítky divadelních budov či prostorů pro divadlo. Stejně tak výstavu v každé zemi rozšiřuje doprovodný program. V České republice je to cyklus přednášek a diskusí za účasti četných zahraničních hostů pod názvem Thinking the Space – současné divadelní umění a architektura.[8] V České republice se měla konat od 12. května 2010 až 6. června 2010 v Národní technické knihovně.

- internetové muzeum divadelní architektury – Databáze mapuje architektonicky význačné divadelní budovy v České republice, Slovensku, Polsku, Maďarsku a Slovinsku, u každého z nich je přehledný historický vývoj, technické parametry současného stavu a obrazovou dokumentaci. Informace k jednotlivým budovám či sálům jsou vždy v anglickém jazyce a v jazyce dané země. Tyto informace jsou doplněny o technické údaje daných divadelních sálů a fotodokumentaci.

- publikace v angličtině Beyond Everydayness – Na více než 600 stranách zachycuje 30 renomovaných autorů pod vedením hlavního editora Igora Kovačeviče chronologicky vývoj architektury divadel a divadelního prostoru od prvních pokusů v 16. století až po sofistikované systémy či naopak návrat k autentickému prostředí, např. v bývalých továrnách v posledních letech.[9]

- výstava Divadelní architektura na Slovensku

- workshop Památková péče a rekonstrukce

- studentská soutěž „Divadlo pro 21. století“

Cílem studentů bylo navrhnout novou divadelní budovu do centra Lublaně s hlavním sálem určeným jak pro tradiční divadlo, tak pro současné podoby divadla s kapacitou přibližně 500 diváků. Soutěži předcházel mezinárodní workshop Divadelní architektura – vize a možnosti, jehož se zúčastnilo 62 studentů fakult architektury z Bratislavy, Brna, Budapešti, Gdaňsku, Gliwic, Liberce, Lublaně a Prahy. Soutěž i workshop jsou dokumentovány obsáhlým katalogem.

## Instituce podílející se na projektu
- Divadelní ústav Archivováno 22. 7. 2010 na Wayback Machine.
- Národní divadlo
- (slovensky) Divadelný ústav (Theatre Institute Bratislava)
- (polsky) Instytut Teatralny im. Zbigniewa Raszewskiego (Zbigniew Raszewski Theatre Institute)
- (maďarsky) Országos Színháztörténeti Múzeum és Intézet (Hungarian Theatre Museum and Institute)
- (slovinsky) Slovenski gledališki muzej (National Theatre Museum of Slovenia)